# Parkway Records
Parkway Records war ein US-amerikanisches Blues- und Rhythm-and-Blues-Plattenlabel, das 1949 gegründet wurde und bis 1950 bestand.
Das kurzlebige Label Parkway gehörte zu den kleinen, unabhängigen Unternehmen, die in der zweiten Hälfte der 1940er Jahre in Chicago bestanden. Legendär bleibt Parkway für seine Einspielungen des Chicago Blues in den Nachkriegsjahren. Insgesamt bestand das Label nur vier Monate, in der 23 Aufnahmen entstanden, von denen 14 in dieser Zeit veröffentlicht wurden, so vom Baby Face Leroy Foster, Little Walter, Memphis Minnie, Sunnyland Slim und dem Harmonikaspieler Robert Jenkins. Das Unternehmen wurde von Monroe B. Passis (1914–2004) gegründet, der Ende der 30er im Vertrieb bei Columbia Records tätig war und später auch als Co-Produzent bei Bing Crosbys White Christmas mitgewirkt hatte. Geschäftssitz war in der 2320 Michigan Avenue. Im August 1949 holte Passis die Afroamerikaner George und Ernie Leaner in seine Firma, um auf dem Markt der Race Records aktiv zu werden. Zunächst arbeitete Passis mit seiner Vertriebsfirma Chord Distributors, die mit „popular, race, religious, and kiddy records“ handelte. Da Passis an Blues-Aufnahmen interessiert war, organisierte er eine erste Session mit dem Trio von Baby Face Leroy, Muddy Waters und Little Walter, bei der auch zwei Seiten von Waters’ Klassiker Rollin’ and Tumblin’ eingespielt wurden. Eine letzte Session des Labels entstand am 10. April 1950 mit dem Jazz-Posaunisten Bennie Green mit dem Pianisten Willie Jones und dem Bassisten Gene Wright (Pennies From Heaven), die jedoch unveröffentlicht blieb. Nach dem Ausscheiden der Leaner-Brüder aus dem Unternehmen, die die Firma United Record Distributors aufbauten, wurde das Label Parkway im September 1950 aufgelöst.

## Die Sessions
Die Sessions fanden im Universal Recording Studio, Chicago statt.
| Aufnahmedaten             | Stücke | Künstler                                           | Besetzung, Begleitmusiker |
| ------------------------- | --- | -------------------------------------------------- | --- |
| Chicago, Januar 1950:     | Rollin’ and Tumblin’, Part 1 & 2 (Muddy Waters), Boll Weevil (unveröffentlicht)                                    | Baby Face Leroy Trio                               | Leroy Foster, Muddy Waters, Little Walter |
| Chicago, Januar 1950:     | Just Keep Lovin’ Her, Moonshine Blues, Bad Actin’ Woman, Take a Walk with Me, Moonshine Baby                       | Little Walter Trio                                 | Little Walter, Leroy Foster, Muddy Waters |
| Chicago, Januar 1950      | Down Home Girl, Night Watchman Blues, Why Did I Make You Cry, Kidman Blues, Ludella                                | Memphis Minnie and her Jumping Boys / Jimmy Rogers | Memphis Minnie (voc, eg); Little Son Joe (Ernest Lawlars) (eg); Jimmy Rogers (voc); Little Walter (hca); Sunnyland Slim (p); Ernest "Big Crawford" (b); Leroy Foster (d) |
| Chicago, Ende Januar 1950 | I Done You Wrong, Orphan Boy Blues, When I Was Young (Shake It Baby), When I Was Young, (Low Down) Sunnyland Train | Sunnyland Slim                                     | Sunnyland Slim (p, voc); Oliver Alcorn (ts); Robert Jr. Lockwood (eg); Ernest “Big” Crawford (b); Alfred “Fat Man” Wallace (d)                                           |
| Anfang 1950               | Steelin’ Boogie, part 1 & 2                                                                                        | Robert Jenkins and Trio                            | Robert Jenkins (hca); Gene Pierce (eg); unbekannt (eg, d). |
| 10. April 1950            | Pennies from Heaven                                                                                                | Bennie Green                                       | Bennie Green (tb); Claude McLin (ts); Willie Jones (p); Gene Wright (b); Dorell Anderson (d).                                                                            |